# Basima Abdulrahman
Basima Abdulrahman   (Iraq, 1986) és una enginyera kurd-iraquiana i fundadora de l'empresa KESK (que significa verd en iraquià), una corporació dedicada a l'arquitectura ecologista.

## Biografia
Abans del seu naixement, la família d'Abdulrahman es va traslladar des del sud de Turquia fins a Bagdad. L'any 2006 a causa de la guerra de l'Iraq, la família al complet va haver de tornar-se a traslladar a la regió del Kurdistan Iraquià. Com a resultat del desplaçament, Abdulrahman va desenvolupar un fort vincle amb la seva herència cultural kurda.
Al principi la família de Basima Abdulrahman volia que estudiés per ser metgessa, però ella va deixar clara la seva preferència per les matemàtiques i la física enlloc de per la biologia.
L'any 2011 va optar a una beca del programa Fullbright per estudiar als Estats Units d'Amèrica. Allà va anar a la Universitat d'Auburn on va obtenir els seus estudis d'Enginyeria Civil i Estructural l'any 2014. Després d'una estada d'un any a l'Iraq, l'any 2016 va tornar als Estats Units on es va acreditar professionalment amb un programa del US Green Building Council.

## Carrera professional
L'any 2015 Abdulrahman va tornar breument a l'Iraq després d'haver finalitzat els seus estudis als Estats Units i va exercir com a enginyera d'estructures per a les Nacions Unides.
L'any 2017 va fundar KESK Green Building Consulting, la primera companyia dedicada a la tecnologia verda. La missió de l'empresa és la de crear solucions intel·ligents, ecològiques, fiables, accessibles i assequibles. Per assolir aquesta fita combinen els nous avenços tecnològics de la construcció amb tècniques antigues com ara la construcció d'habitatges amb cúpules fetes amb blocs de tova. A més, la companyia aposta per proveir les comunitats iraquianes amb fonts d'energies alternatives, especialment amb energia solar, per posar solució a la inestabilitat de la xarxa elèctrica del país. La fundació de la companyia també va respondre en part a la necessitat de col·laborar en la reconstrucció de l'Iraq després de la guerra contra l'Estat Islàmic, que havia començat el 2014.
Abdulrahman també treballa amb l'Organització de les Nacions Unides per a l'Agricultura i l'Alimentació com a consultora i gestora de projectes i com a membre del Fòrum Econòmic Mundial. Ocasionalment ha participat com a oradora a TEDx.

## Reconeixements
L'any 2021 Basima Abdulrahman va ser una de les vuit emprenedores que van guanyar el premi Cartier Women's Initiative Award. La seva feina va ser inclosa a la categoria de l'Orient Mitjà i l'Àfrica i va ser reconeguda amb 100.000 dòlars.
L’any 2023 va ser reconeguda per la BBC a la llista anual de 100 dones inspiradores i influents del món.